# Steve David
Steve David (nascido em 11 de março de 1951 em Point Fortin, Trinidad) é um ex-jogador da Liga Norte-Americana de Futebol natural de Trinidad.

## Carreira

### Clubes
David começou sua carreira profissional com a polícia em Trinidad e Tobago. Em 1974, ele assinou com o Miami Toros na North American Soccer League. Naquela temporada, o Toros chegou à final, perdendo os jogos do campeonato para Los Angeles 4-3. David He teve uma excelente temporada na segunda temporada e foi nomeado MVP da NASL em 1975, quando o Toros alcançou a semifinal da copa da liga nas semifinais. Depois de uma temporada ruim de 1976, marcando apenas um gol em treze jogos, o Toros o trocou para os astecas de Los Angeles. Ele teve um rebote na forma, marcando 26 gols em 24 jogos. No entanto, ele começou a expressar insatisfação com os astecas no início da temporada de 1977. Depois de um início de 1 a 2, os astecas enviaram David ao Detroit Express em troca de uma escolha de primeira rodada em 1979 e dinheiro em 22 de abril de 1978. Ele jogou onze jogos com o Express antes de mandá-lo para o California Surf. Ele terminou a temporada de 1978, em seguida, jogou toda a temporada de 1979, na Califórnia. Em 1980, ele começou a temporada com o San Diego Sockers antes de enviá-lo para o San Jose Earthquakes. Ele permaneceu com os terremotos durante a temporada de 1981, após a qual ele deixou a NASL. Ele terminou sua carreira na NASL como o 8º maior artilheiro de todos os tempos da liga, com 228 pontos em 175 jogos, incluindo a 7ª melhor marca de 100 gols. No outono de 1981, ele assinou com o Phoenix Inferno da Major Indoor Soccer League. Ele terminou a temporada de 1981-82 como o 4º melhor marcador da liga, com 81 pontos em 44 jogos e a 9ª melhor temporada em 1982-83, com 81 pontos em 47 jogos.